# 금란초등학교
금란초등학교는 대한민국 경기도 김포시에 있는 공립 초등학교이다.

## 학교 연혁
- 1908년 1월 10일 사립보통학교 설립인가
- 1946년 10월 21일 고촌국민학교 금란분교 인가
- 1957년 4월 27일 금란초등학교 승격 인가
- 1958년 3월 14일 제1회 졸업식 거행
- 1981년 3월 7일 금란국민학교 병설 유치원 개원
- 1996년 3월 1일 금란초등학교로 개칭
- 2006년 6월 20일 영어학습관 증축
- 2008년 7월 15일 다목적체육관 개관
- 2010년 3월 1일 초등 6학급, 유치원 1학급 편성
- 2011년 9월 1일 제19대 초빙공모 서병만 교장선생님 취임
- 2013년 2월 14일 제56회 졸업식 거행(졸업생 19명, 총 2983명)
- 2014년 2월 14일 제57회 졸업식 거행(졸업생 21명, 총 3004명)
- 2015년 2월 14일 제58회 졸업식 거행(졸업생 20명, 총 3024명)
- 2018년 9월 1일 제20대 류인숙 교장선생님 취임

## 참고 자료
- 금란초등학교 - 한국교육학술정보원 학교알리미